# Lycée de Kneiphof

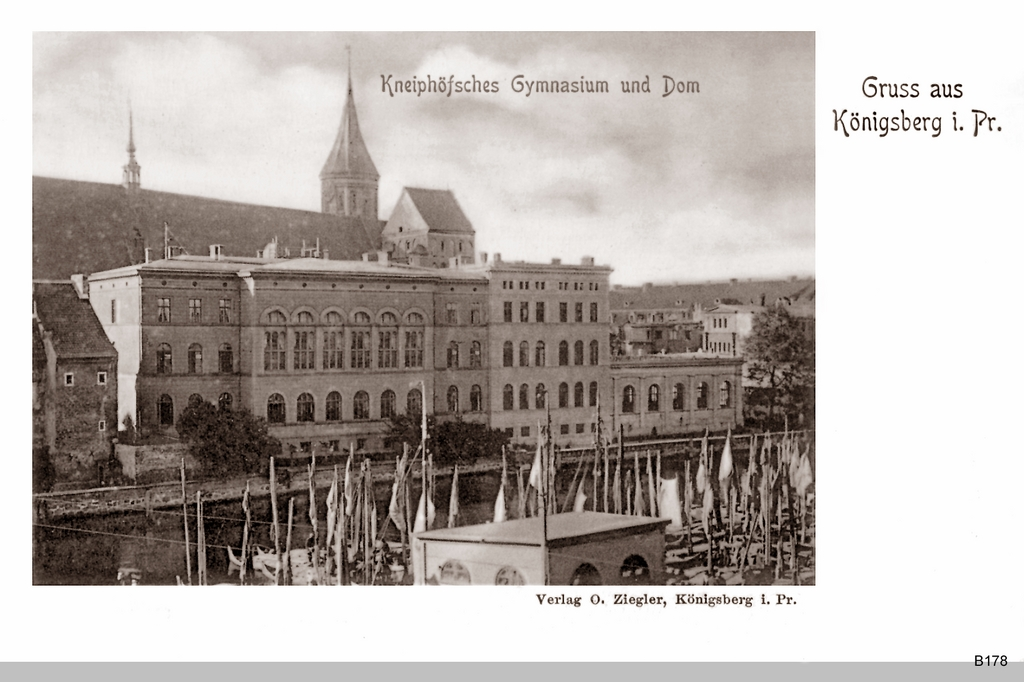
Lycée de Kneiphof, avec la cathédrale de Königsberg en arrière-plan

Le lycée de Kneiphof (allemand : Kneiphöfisches Gymnasium) était un lycée dans le quartier de Kneiphof à Königsberg, en Allemagne. 

## Histoire
Une école cathédrale, la schola cathedralis ou Domschule, a été créée sur Heiligengeistgasse à Altstadt en 1304,. Après le début de la construction de la cathédrale de Königsberg sur l'île de Kneiphof en 1333, l'école a été déplacée au nord de la nouvelle cathédrale. 
L'école a été séparée de la cathédrale en 1528 pendant la Réforme, la surveillance passant au conseil municipal de Kneiphof. Le théologien protestant Martin Chemnitz a enseigné à l'école avant de recevoir son diplôme de l'Université de Königsberg en 1548. Il était occupé par des étudiants qui protestaient contre la nomination de Johann Campinge (de) comme directeur en 1554. L'école de Kneiphof a été déplacée au sud de la cathédrale en 1560.  Le poète Simon Dach a été directeur adjoint de 1633 à 1639.  Un bâtiment pour étudiants pauvres a été construit à proximité en 1644. 
L'école latine de Kneiphof a été réorganisée en Bürgerschule le 25 février 1810 puis en lycée humaniste le 21 août 1831. Le lycée de Kneiphof a emménagé dans une nouvelle structure au nord de la cathédrale en 1865. Fridolin Ludwig Hermann von Drygalski, le père de l'explorateur Erich von Drygalski, a dirigé le lycée de 1870 à 1900. Le directeur a fondé un club littéraire vers 1890; les participants du club étaient Carl Bulcke (de), Paul Wegener, Roderich Warkentin et Adolf Petrenz. Le dernier lien de l'école avec la cathédrale fut l'inclusion de l'organiste dans les cours de chant, mais cela prit fin en 1896. L'agrandissement du lycée en 1898 comprenait un nouveau lycée. Richard Armstedt a été le directeur de l'école de 1900 à 1921. Les fils des marchands juifs de Königsberg fréquentaient souvent le lycée de Kneiphof, tandis que les fils de juifs plus instruits, tels que les avocats, les médecins et les journalistes, étaient plus susceptibles d'assister au lycée de la vieille ville de Königsberg.  
Le lycée de Kneiphof comptait environ 200 élèves en 1586, environ 300 élèves en 1650, 430 élèves en 1878 et 405 élèves en 1904. Il a fusionné avec le lycée d'Altstadt pour former le lycée municipal d'Altstadt-Kneiphof (en) le 6 janvier 1923, avec des cours organisés à Kneiphof au lieu d'Altstadt.  Le bâtiment a été détruit lors du bombardement de Königsberg en 1944 pendant la Seconde Guerre mondiale .

## Personnalités liées à l'établissement

### Faculté
- Richard Armstedt (1851-1931): philologue
- Martin Chemnitz (1522-1586): théologien
- Leo Cholevius (de) (1814-1878): philologue
- Simon Dach (1605-1659): poète
- Georg Lejeune Dirichlet (de) (1858-1920): professeur
- Georg Christoph Pisanski (1725-1790: théologien

### Élèves
- Paul Adloff (de) (1870-1944): dentiste et anthropologue
- Robert Caspary (1818-1887): botaniste
- Ludwig Clericus (de) (1827-1892): héraldiste
- Lovis Corinth (1858-1925): peintre
- Georg Evert (de) (1856-1914): statisticien
- Robert Hagen (de) (1815-1858): chimiste
- Johann Gustav Hermes (de) (1846-1912): mathématicien
- Gustav Kirchhoff (1824-1887): physicien
- Karl Meinhard von Lehndorff (1826-1883): diplomate
- Ernst Richard Neumann (de) (1875-1955): mathématicien
- Bruno Taut (1880-1938): architecte
- Paul Wegener (1874-1948): acteur
- Ernst Wichert (1831-1902): juriste
- August Wittich (de) (1826-1897): archiviste
- Arthur Zimmermann (1864-1940): diplomate